# Bage Aeroporto
Bage Aeroporto är en flygplats i Brasilien.   Den ligger i kommunen Bagé och delstaten Rio Grande do Sul, i den södra delen av landet, 1 800 km söder om huvudstaden Brasília. Bage Aeroporto ligger 182 meter över havet.
Terrängen runt Bage Aeroporto är platt, och sluttar söderut. Närmaste större samhälle är Bagé, 6,6 km norr om Bage Aeroporto.
Trakten runt Bage Aeroporto består i huvudsak av gräsmarker. Runt Bage Aeroporto är det tätbefolkat, med 356 invånare per kvadratkilometer.